# Tylna Synagoga w Třebiču
Tylna Synagoga w Třebiču, pierwotnie zwana Nową (cz. Zadní synagoga) – synagoga znajdująca się w Třebíču w Czechach.
Synagoga została zbudowana w 1669 roku. Na ścianach zachowały się malowidła z lat 1706–1707. Są to głównie wersety z Tory i cytaty z Talmudu. Na stropie znajdują się barokowe sztukaterie. W 1837 roku od strony północnej dobudowano galerię dla kobiet.
W 1926 roku synagoga przestała być użytkowana do celów religijnych i zamieniona na magazyn. W latach 1988–1997 przeprowadzono remont. Od tej pory budynek służy jako sala wystawowa i koncertowa, a na galerii dla kobiet znajduje się wystawa Muzeum Żydowskiego z Pragi.